# Ponedera

Localização do município de Ponedera no departamento de Atlántico.

Ponedera é um município da Colômbia, no departamento de Atlántico.